# Tiệc hóa trang

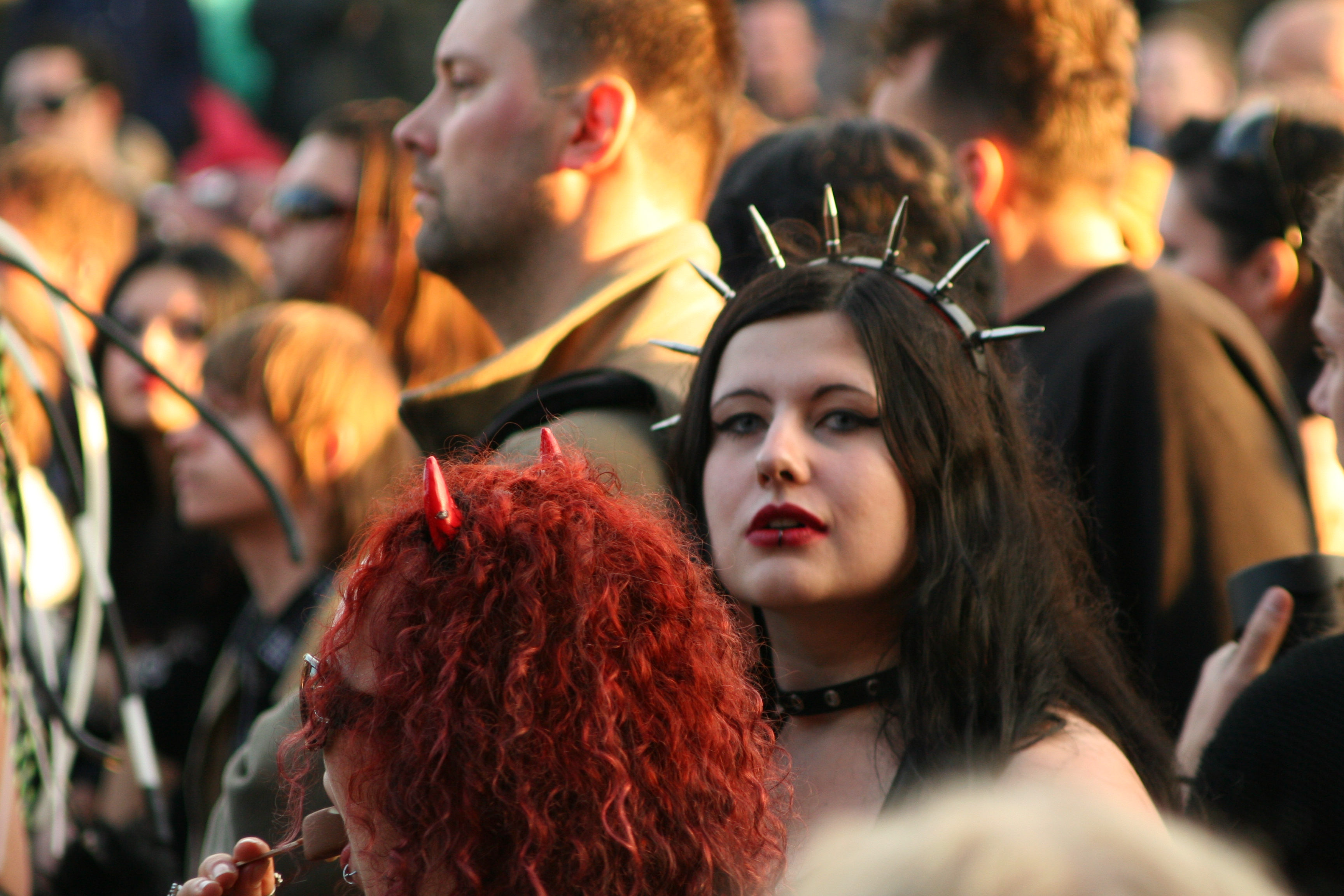
Một bữa tiệc hoá trang

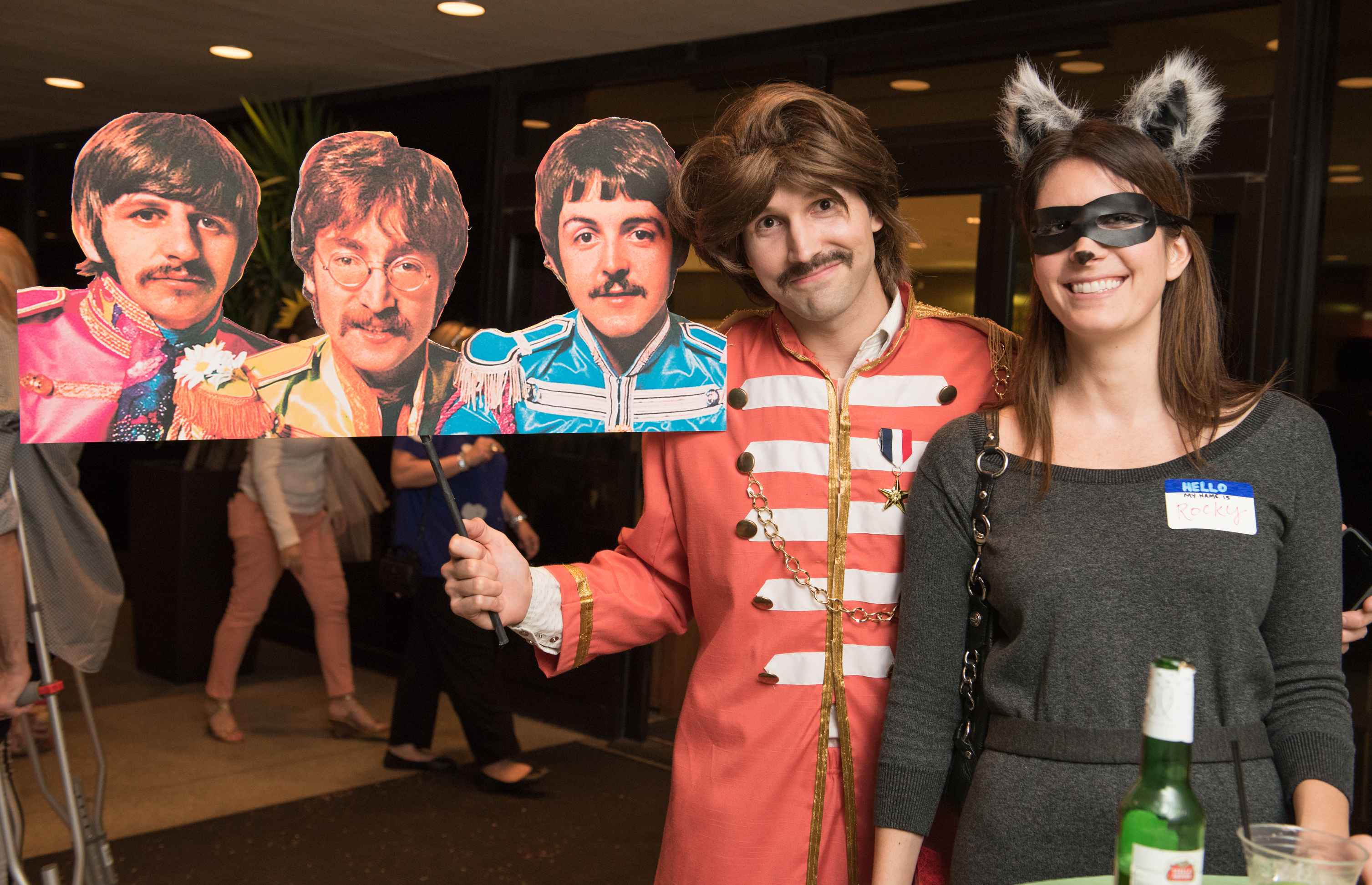
Tiệc hoá trang năm 2015

Tiệc hóa trang (Costume party) là một loại bữa tiệc phổ biến trong văn hóa phương Tây đương đại, trong đó nhiều khách mời thường sẽ mặc trang phục mô tả một nhân vật hư cấu hoặc nhân vật có sẵn, hoặc nhân vật lịch sử. Những bữa tiệc như vậy phổ biến ở Hoa Kỳ, Vương quốc Anh, Canada, Úc, Ireland và New Zealand, đặc biệt là trong dịp Lễ hội ma Halloween. Có nhiều sự kiện tiệc tùng thường niên tạo cơ hội để hóa trang bằng những trang phục vào dịp Giáng sinh, Năm mới, sinh nhật, tiệc độc thân và Ngày hội sách, cũng như trong số những sự kiện khác. Trong nhiều sự kiện trang phục độc lạ, thường có một chủ đề, và với trang phục trang phục độc lạ thường lấy từ phim Hollywood như bộ phim Star Wars, Rease, James Bond, và Spider-Man. Chủ đề cũng cực kỳ phổ biến trong các sự kiện gây quỹ, chẳng hạn như Great Gorilla Run, nơi 1.000 người hóa trang thành những con khỉ đột ở Luân Đôn để hỗ trợ cho Dự án Great Gorillas, một tổ chức từ thiện tập trung vào công tác bảo tồn các loài có nguy cơ tuyệt chủng.

## Tổng quan
Halloween là sự kiện hóa trang hoặc trang phục phổ biến nhất trong năm ở các quốc gia nói tiếng Anh. Halloween có nguồn gốc từ nhiều thế kỷ trước, người Celt tin rằng vào ngày 31 tháng 10, ranh giới giữa người sống và người chết trở nên méo mó, những linh hồn bị kết án sẽ quay trở lại để gây náo loạn trong đêm. Để bảo vệ, người Celt sẽ hóa trang thành những bộ trang phục ma quái để xua đuổi tà ma. Đương đại ngày nay thì hình thức Cosplay (một sự kết hợp giữa "trang phục" và "vở kịch" theo tiếng Nhật: コスプレ/Kosupure) được Nobuyuki Takahashi đặt ra khi đưa tin về Hội nghị khoa học viễn tưởng thế giới lần thứ 42 cho tạp chí My Anime của Nhật Bản. Đây là một nghệ thuật trình diễn mà những người tham gia được gọi là những người hoá trang (Cosplayer) mặc trang phục, tóc giả và phụ kiện thời trang để đại diện cho một nhân vật cụ thể. Cosplay rất phổ biến tại các sự kiện trên toàn thế giới. Một ví dụ về một sự kiện Cosplay quy mô lớn ở Hoa Kỳ là Anime Expo là Hội chợ anime được tổ chức hàng năm tại Los Angeles, California.

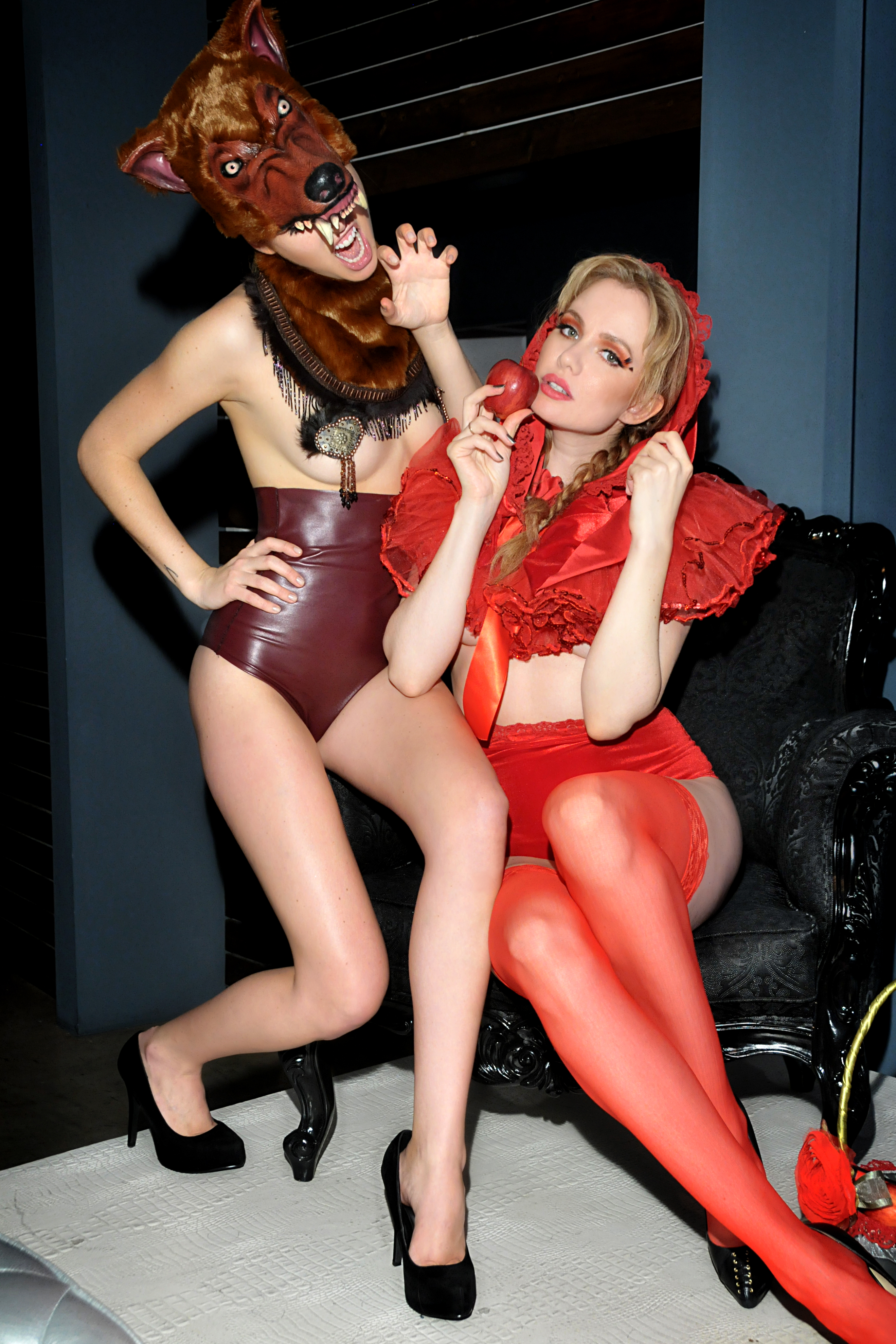
Hai người mẫu trong một bữa tiệc hoá trang

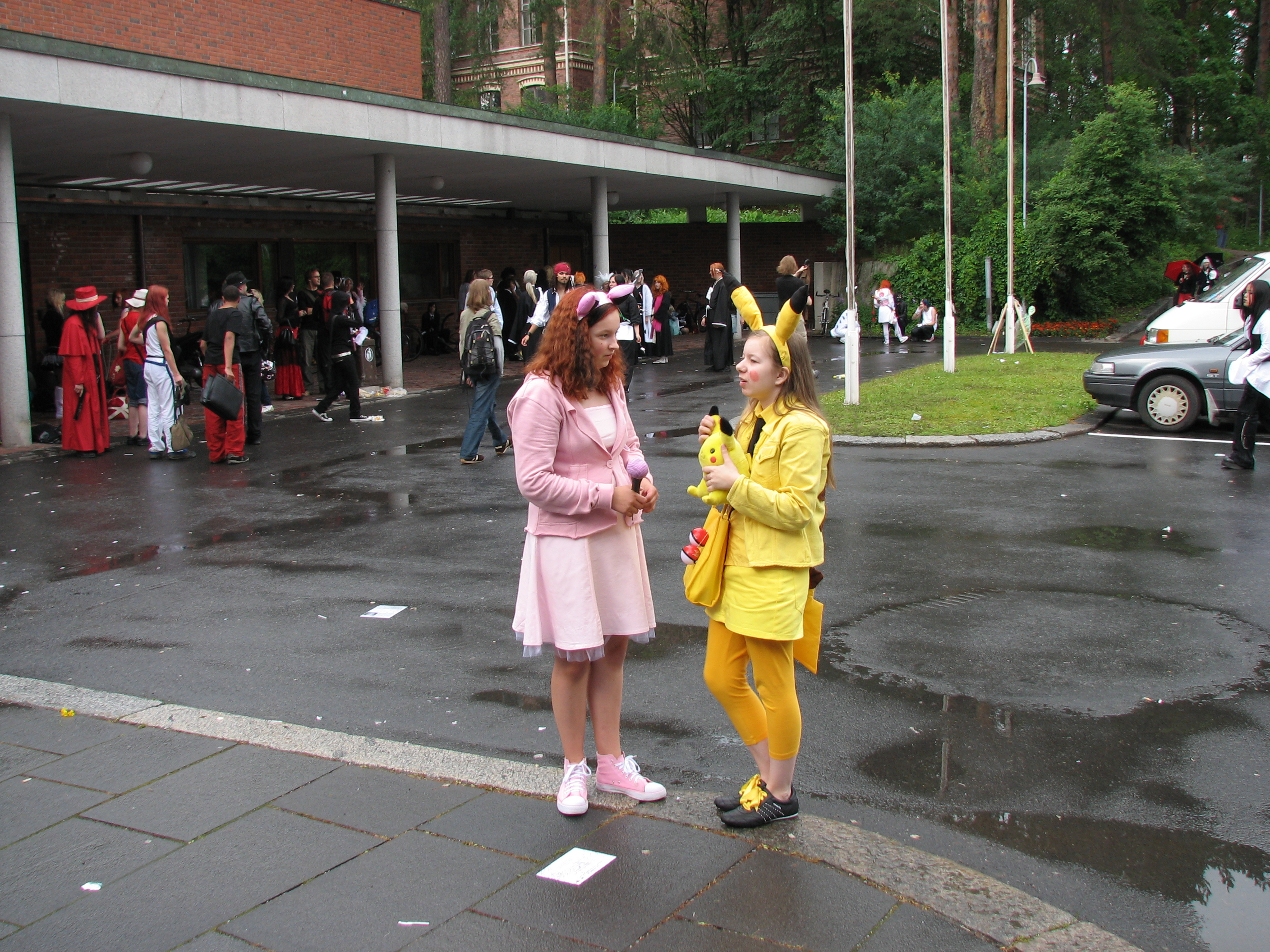
Một sự kiện người hâm mộ vào năm 2007

Sở thích về trang phục của người hâm mộ và cosplay hiện đại phần lớn phát triển từ Hội nghị khoa học viễn tưởng thế giới (Worldcons), bắt đầu từ hội nghị đầu tiên ở New York vào năm 1939 khi hai người tham dự, Forrest J Ackerman và Myrtle R. Douglas, mặc "trang phục tương lai". Từ Hội nghị khoa học viễn tưởng thế giới lần thứ 2 (1940) ở Chicago, vũ hội hóa trang là một đặc điểm truyền thống của hội nghị Sự kiện người hâm mộ, thường được viết tắt là "cons", với nhiều mô tả khác nhau đã noi theo ví dụ của Worldcons với nhiều người tham dự mặc trang phục đại diện cho các nhân vật hư cấu. Một số hội nghị có các cuộc thi trang phục và các sự kiện hóa trang theo lịch trình khác. Một số hội nghị nổi tiếng có sự kiện hóa trang bao gồm San Diego Comic-Con, New York Comic Con và Dragon Con của Atlanta.
Một số bữa tiệc hóa trang có chủ đề xoay quanh thời trang thập niên 80. Những trang phục phổ biến nhất được nghiên cứu cho trang phục lạ mắt như vậy là Madonna, thời trang Punk và quần áo màu neon. Một số trang phục dễ nhất và rẻ nhất của thập niên 80 bao gồm Rambo, Samantha Fox và Tom Cruise từ Risky Business hoặc Top Gun. Những trang phục thay thế của thập niên 80 bao gồm váy, váy dạ hội và vải denim từ thời kỳ đó, bao gồm quần cạp cao và vải denim stone wash. Đôi khi người hâm mộ tham dự các sự kiện thể thao trong trang phục như một dấu hiệu ủng hộ đội bóng mà họ yêu thích. Một số sự kiện thể thao có rất nhiều người hâm mộ tham dự trong trang phục lạ mắt. Ví dụ bao gồm Wellington Rugby Sevens, nơi hầu hết người hâm mộ tham dự đều mặc một loại trang phục nào đó, và San Jose Bike Party, nơi mỗi chuyến đi hàng tháng có một chủ đề khác nhau khuyến khích người đi xe đạp đến trong trang phục. Các sự kiện khác nhau sử dụng các phương pháp khác nhau để đếm số người tham dự, điều này dẫn đến một số nhầm lẫn về quy mô sự kiện trên thực tế.